# Mossi
Mossi – lud afrykański zamieszkujący głównie Burkina Faso (stanowi tam 46,4% mieszkańców), ponadto duże grupy na Wybrzeżu Kości Słoniowej, w Ghanie i Nigrze. Ogółem liczy ponad 11 mln osób.
Tradycyjne zajęcia: rolnictwo (uprawa zbóż i hodowla bydła), rozwinięte rzemiosło (kowalstwo, odlewnictwo, garncarstwo) i sztuka ludowa – rzeźby antropo- i zoomorficzne, popularnym motywem ich sztuki jest maska antylopy.
Około połowa populacji wyznaje islam, około jednej trzeciej chrześcijaństwo, a pozostali praktykują tradycyjne religie plemienne.